# 商业发票
商业发票（Commercial Invoice）是贸易中的买卖双方收付货款和记账的依据，是国际贸易信用证单证之一。
商业发票是一笔业务的全面反映，内容包括商品的名称、规格、价格、数量、金额、包装等，同时也是进口商办理进口报关不可缺少的文件，因此商业发票是全套出口单据的核心，在单据制作过程中，其余单据均需参照商业发票编制。
商业发票的作用有以下几方面：
（1）可供进口商了解和掌握装运货物的全面情况；
（2）作为进口商记账，进口报关，海关统计和报关纳税的依据；
（3）出口商凭以发票的内容，逐笔登记入账。在货物装运前，出口商需要向海关递交商业发票，作为报关发票，海关凭以核算税金，并作为验关放行和统计的凭证之一；
（4）在不用汇票的情况下，发票可以代替汇票作为付款依据；
另外，一旦发生保险索赔时，发票可以作为货物价值的证明等。

## 内容及组成
- 制票人公司名称及地址
- 收票人公司名称及地址
- 发票号码（Invoice No.）
- 信用证号码（L/C No.）
- 发票日期（L/C Date）
- 合同号码(Contract NO.)
- 合同日期
- 货物内容
- 商品的包装及件数
- 商品单价
- 商品总值
- 价格术语
- 制单公司签名及盖章